# Mariana Stanciu Dănăilă
Mariana Stanciu Dănăilă (n. 15 septembrie 1956, Craiova - d. 13 august 2021, București) a fost o cântăreață de muzică populară. Interpretează cântece populare din  Banat.
A fost timp de 15 ani membru în ansamblul de muzică populară „Mugurelul” care activa în Craiova. A cântat în spectacole alături de numeroși soliști de muzică populară consacrați, sub bagheta dirijorilor Ionel Budișteanu, Nicu Crețu (director și dirijor al ansamblului „Maria Tănase”, Craiova), Marcel Parnică, Aurel Bleondea și alții. A abordat stilul bănățean, întrucât are origine bănățeană pe linie maternă. Bunica era din Cenad, județul Timiș. 
În prezent, Mariana Stanciu Dănăilă colaborează cu ansamblul de muzică populară profesionist „Maria Tănase” din Craiova.

## Discografie
Are imprimate cinci albume:1,2, și 3 sunt realizate cu Ansamblul „Maria Tănase” ,iar 4 și 5 cu Ansamblul „Doina Oltului” din Slatina.
1. Bage-al meu mustață are
2. Dar și anii mei se duc
3. Lume, geaba n-am trăit
4. Am o soră și un frate
5. La mulți ani maicuța mea

Este căsătorită cu Constantin Dănăilă-Stanciu, are două fiice, Cristina și Anda, care sunt alături de ea și au încurajat-o să-și reia activitatea după mai mulți ani de întrerupere. Motto-ul ei în viață: „Familia, casa, neamul și prietenii sunt zilnic sfinte.”